# Scleropogon coyote
Scleropogon coyote là một loài ruồi trong họ Asilidae. Scleropogon coyote được Bromley miêu tả năm 1931. Loài này phân bố ở vùng Tân Bắc giới.